# Winchester (Wyoming)
Winchester è un census-designated place degli Stati Uniti d'America, situato nella Contea di Washakie nello stato del Wyoming. Nel censimento del 2000 la popolazione era di 60 abitanti.

## Geografia fisica
Secondo i rilevamenti dell'United States Census Bureau, la località di Winchester si estende su una superficie di 14,8 km², dei quali 14,2 km² sono occupati da terre, mentre 0,6 km² sono occupati da acque.

## Popolazione
Secondo il censimento del 2000, a Winchester vivevano 60 persone, ed erano presenti 20 gruppi familiari. La densità di popolazione era di 4,2 ab./km². Nel territorio comunale si trovavano 25 unità edificate. Per quanto riguarda la composizione etnica degli abitanti, il 98,33% era bianco e l'1,67% apparteneva ad altre razze. La popolazione di ogni razza ispanica corrispondeva all'1,67% degli abitanti.
Per quanto riguarda la suddivisione della popolazione in fasce d'età, il 21,7% era al di sotto dei 18, il 3,3% fra i 18 e i 24, il 26,7% fra i 25 e i 44, il 40,0% fra i 45 e i 64, mentre infine l'8,3% era al di sopra dei 65 anni di età. L'età media della popolazione era di 44 anni. Per ogni 100 donne residenti vivevano 100,0 uomini.